# Scammell Pioneer
Der Scammell Pioneer war ein britischer Artillerieschlepper, den Scammell von 1932 bis 1945 produzierte. Der Pioneer basierte auf in den späten 1920er-Jahren entwickelten Scammell-Lkw und wurde im Zweiten Weltkrieg von der britischen Armee eingesetzt.

## Konstruktion und Nutzung

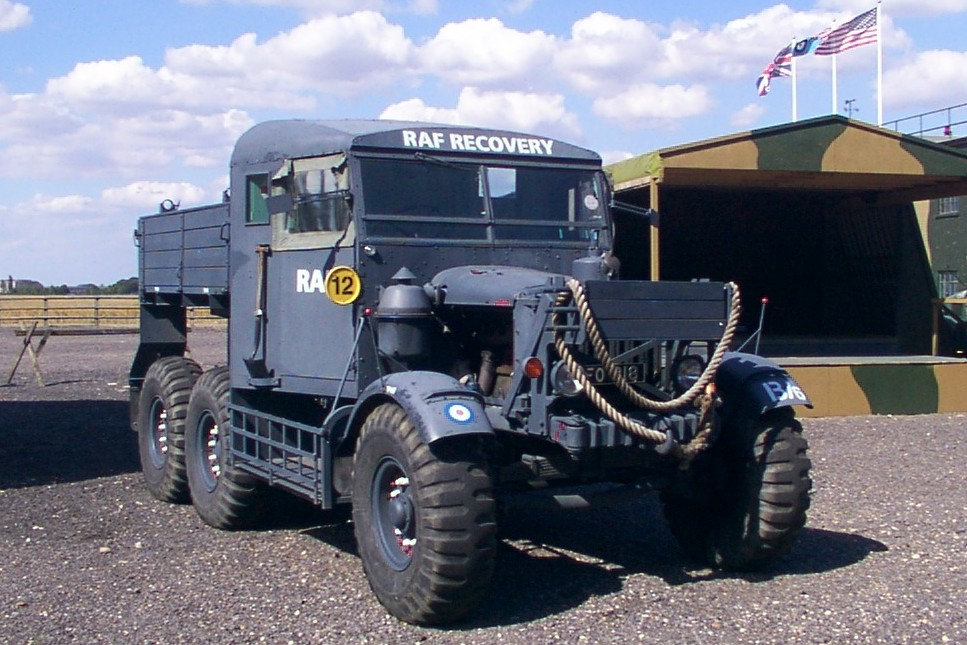
Ein 1944 Scammell Pioneer SV2S Heavy Breakdown 6×4 der ursprünglich bei der Royal Air Force genutzt wurde und 2002 restauriert wurde.

Das Basisfahrzeug wurde als Artillerie-Traktor für schwerere Geschütze wie dem BL 8-inch-Haubitze Mk VII (Weiterentwicklung der BL 8 inch Howitzer Mk I–V) verwendet. Es hatte eine 8-Tonnen-Seilwinde und konnte 450 kg heben. Frühe Exemplare transportierten auch die BL 6-inch 26 cwt howitzer, bis der AEC Matador in ausreichender Anzahl vorhanden war. Außer dem Fahrer konnte eine Besatzung von acht Mann transportiert werden. Die Übersetzung des Pioneer war auf große Zugkraft ausgelegt, um große Nutzlast durch Gelände bewegen zu können, er erreichte dadurch aber nur eine geringe Höchstgeschwindigkeit. Um die Nutzlast zu erhöhen, entwickelte man den Scammell Pioneer Semi-Trailer und schwerere Versionen des Pioneer als Heavy Breakdown 6×4 Scammell Pioneer SV1S und später SV2S, um auch schwerere defekte oder beschädigte Panzer ziehen zu können.
Über 786 Pioneer wurden produziert. Nach dem Krieg wurde er als ein beliebtes Schwertransport- und Forstfahrzeug für zivilen Einsatz bis weit in die 1980er-Jahre weiterverwendet. Zudem wurden und werden auch von Privatpersonen Scammell Pioneer für Geländefahrten und Ähnliches genutzt und einzelne Exemplare nach dem Ausscheiden aus dem kommerziellen Betrieb restauriert.